# Schrandele
De Schrandele is een 3392 meter hoge bergtop in de Stubaier Alpen in de Oostenrijkse deelstaat Tirol.
Volgens beweringen in de literatuur stond Alois Tanzer rond 1870 reeds op de top van de Schrandele. Het staat vast dat de berg in het kader van het toeristische alpinisme zeker op 24 augustus 1886 beklommen is door Ludwig Purtscheller en J. Reichl.

## Ligging
De Schrandele ligt hemelsbreed zeven kilometer ten oosten van Gries im Sulztal (gemeente Längenfeld). De berg maakt deel uit van de Alpeiner Bergen, een subgroep van de Stubaier Alpen en ligt op het grondgebied van de gemeente Neustift im Stubaital. De Schrandele heeft de vorm van een steile piramide die een duidelijke dominantie vertoont ten opzichte van de omgeving. Graten lopen vanaf de top naar alle vier windrichtingen, waarbij deze graten nagenoeg loodrecht op elkaar staan, waardoor ze vanuit de lucht bekeken een kruis vormen. In de graat naar het noorden ligt de 3294 meter hoge Hinterer Wilder Turm. In de westelijke graat ligt de 3332 meter hoge Schrankarkogel, die precies tussen de Schrandele en de Schrankogel (3497 meter) gelegen is. Ten zuiden van de Schrandele ligt de Nördliche Wildgratspitze (3320 meter). Op de noordwestelijke flank van de Schrandele is de gletsjer Südlicher Schrankarferner te vinden, die vele gletsjerspleten bevat en bovendien een steile helling tot 50° kent. Ten noordoosten van de top bevindt zich de Verborgen-Berg-Ferner, in het zuidoosten de Wildgratferner (een westelijke uitloper van de Alpeiner Ferner) en ten zuidwesten van de berg ligt de Schwarzenbergferner.

## Beklimming
Beklimming van de berg vereist de nodige conditie en ervaring, wat ertoe geleid heeft dat de Schrandele minder beklommen wordt dan de makkelijker bereikbare en tevens hogere top van de Schrankogel. De meest gangbare route naar de top voert als gletsjertocht vanuit het zuiden over de Schwarzenbergferner. Een klim hiernaartoe kan worden ondernomen vanaf de Amberger Hütte (2136 meter). Vanaf deze hut voert de route eerst in zuidelijke richting langs het bergriviertje en om de Schrankogel heen, over de gletsjerspleetrijke Schwarzenbergferner tot bij de Wildgratscharte (3170 meter). Van daar gaat men langs de Nördliche Wildgratspitze over het brokkelige gesteente van de zuidelijke graat naar de top van de Schrandele. De beklimming neemt ongeveer vierenhalf uur in beslag en kent een UIAA-moeilijkheidsgraad II. De moeilijke route van de eerste beklimmers wordt thans zelden nog genomen. Deze voert over de Verborgen-Berg-Ferner tot aan de zuidgraat van de Schrandele, maar vereist behoorlijk klimwerk (UIAA-III). Een dergelijke beklimming neemt, vanaf de Franz-Senn-Hütte (2149 meter) in het Oberbergtal ongeveer vijf uur in beslag. Een andere zelden beklommen route voert over de broze oostgraat.